# هینقار
هینقار (به لاتین: Hinqar) (به ارمنی: Հնղար) یک منطقه مسکونی در جمهوری آذربایجان است که در شهرستان آق‌سو واقع شده است. هینقار پیش از جنگ قره‌باغ در دهه ۱۹۹۰ میلادی دارای جمعیت قابل توجه ارمنیان بود و پس از جنگ به ارمنستان مهاجرت داده شدند.